# Transpozycja (genetyka)
Transpozycja − proces przemieszczania się transpozonu na inną pozycję w genomie tej samej komórki. Transpozony, czyli ruchome elementy genetyczne zmieniające swą lokalizację w obrębie genomu, odkryto w latach 50. XX wieku. Dokonała tego Barbara McClintock, za co otrzymała Nagrodę Nobla w 1983 roku. Transpozycja powoduje mutacje i może zmieniać ilość DNA w genomie. W procesie transpozycji niezbędne są enzymy: polimeraza oraz ligaza.
Elementy transpozycyjne dzielone są na dwie główne klasy:
- klasa I: retrotranspozony, które najpierw kopiują się na RNA w procesie transkrypcji, następnie RNA jest przepisywane na DNA w procesie odwrotnej transkrypcji, po czym następuje insercja DNA do genomu.

- klasa II: transpozony DNA, które przemieszczają się bez stadium pośredniego wykorzystującego RNA. Istnieją tu dwa mechanizmy transpozycji:
  - konserwatywny – transpozon jest wycinany przez enzym transpozazę i wklejany w inne miejsce genomu;
  - replikatywny – transpozon nie jest wycinany, ale następuje jego replikacja i wklejenie kopii w inne miejsce genomu.